# Capgaronnita
La capgaronnita és un mineral de la classe dels sulfurs. Rep el nom de la mina Cap Garonne, a França, la seva localitat tipus.

## Característiques
La capgaronnita és un sulfur de fórmula química AgHgClS, on el clor pot trobar-se reemplaçat per petites quantitats de brom i iode. Va ser aprovada com a espècie vàlida per l'Associació Mineralògica Internacional l'any 1990, sent publicada per primera vegada el 1992. Cristal·litza en el sistema ortoròmbic.
Acostuma a trobar-se en forma de petits agregats matassats o com a cristalls aïllats d'una longitud de fins a 0,1 mm.

## Formació i jaciments
Va ser descoberta a la mina Cap Garonne, situada al municipi de Lo Pradet, al departament francès de Var (Provença-Alps-Costa Blava, França). Es troba com a mineralització secundària en mines de coure i plom, en conglomerats triàsics i gres. També ha estat descrita a Broken Hill (Nova Gal·les del Sud, Austràlia), a la mina Adolf (comtat de Borsod-Abaúj-Zemplén, Hongria), a la concessió La Cena del Depósito (Huércal-Overa, Espanya), a la mina Capitana i al districte miner de Chañarcillo (Atacama, Xile), i a les mines alemanyes de Schöne Aussicht, Friedrichssegen, Frischer Mut i St. Peter (Renània-Palatinat, Alemanya).